# Samech

Fenickie samech

Hebrajska litera samech kroju pisma (kolejno od prawej do lewej): nowoczesnym bezszeryfowym i tradycyjnym

Samech (ס) – litera alfabetów semickich, m.in. fenickiego, aramejskiego, hebrajskiego. W gematrii reprezentuje liczbę 60.
W hebrajskim odpowiada dźwiękowi [s] (jak np. w wyrazie ‏כסף‎ trb. kesef – pieniądz).